# Народный Байрактар
Народный Байрактар (укр. Народний Байрактар) — серия проектов по сбору средств на закупку турецких беспилотников Bayraktar TB2 для нужд Вооружённых сил Украины.
Проекты по сбору средств на Bayraktar TB2, предназначенные для оказания помощи Вооруженным силам Украины, успешно прошли в Литве, Польше и самой Украине. Подобные проекты также предпринимались в Норвегии и Канаде.

## Сбор средств

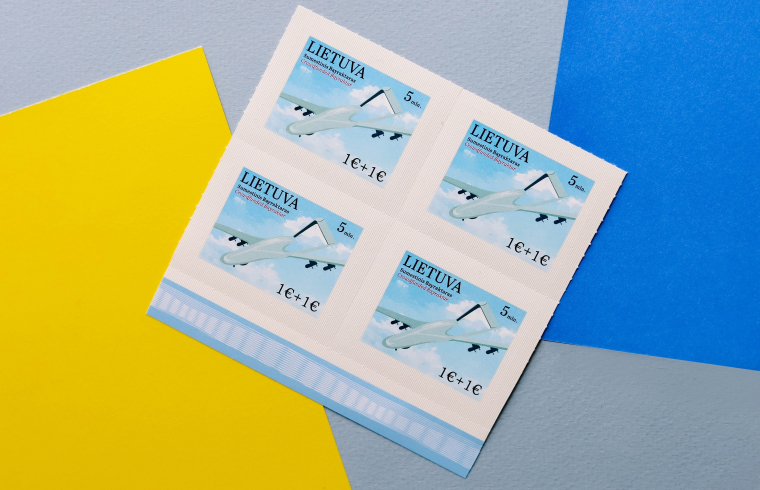
Почтовые марки с изображением Bayraktar TB2 от Литовской почты, посвящённые сбору средств на беспилотник.

### Литва
Первый сбор средств на беспилотник Bayraktar для ВСУ состоялся в Литве. Об этом сообщил литовский телеведущий Андрюс Тапинас. Эта инициатива получила одобрение со стороны оборонных ведомств Литвы и Турции. За три дня литовцы смогли собрать более 5 миллионов евро. 2 июня 2022 года компания Baykar, производитель ударных дронов, объявила, что пожертвует один Bayraktar TB2 для литовской кампании. Министр обороны Литвы Арвидас Анушаускас подчеркнул, что на собранные деньги Литва купит необходимые боеприпасы для ударного беспилотника. 
9 июня Литовская почта начала продавать марку с изображением Bayraktar TB2. Половина денег за покупку марки поступает на счета благотворительного фонда «Синий/Жёлтый» (лит. Mėlyna ir geltona) для оказания гуманитарной помощи Украине.

### Украина
22 июня 2022 года, в день своего рождения, телеведущий и общественный деятель Сергей Притула объявил всеукраинскую акцию по сбору средств на ударные беспилотники Bayraktar TB2. По его словам, проект «Народный Байрактар» готовился около месяца. В первый день было собрано около 300 миллионов гривен. На третий день сбора средств запланированная сумма в 500 миллионов была полностью собрана и перевыполнена. По словам Притулы, по состоянию на вечер 24 июня было собрано более 600 миллионов гривен, что позволило бы заказать четыре «Байрактара» вместо трёх. Одним из лозунгов сбора средств была фраза: «Каждые шесть гривен имеют значение».
Михаил Подоляк, советник главы Офиса президента Украины, также прокомментировал завершение сбора средств: «Всего за три дня Андрюс Тапинас и народ Литвы собрали 6 миллионов евро на Байрактар для Украины. Фонд Сергея Притулы и народ Украины повторили вызов и купят ещё четыре «птицы». Мы победим, потому что настоящие люди со всего мира за нас. Для Российской Федерации нет ничего, кроме мрака и пустоты». 
О сборе средств на боевые беспилотники активно писали международные СМИ, такие как Yahoo, Sky News, Politico, TRhaber и другие.
После завершения сбора средств производитель дронов Baykar объявил, что отправит в Украину три дрона, на которые украинцы бесплатно собрали деньги, на том основании, что все собранные средства будут переданы благотворительным организациям, помогающим украинцам как в Украине, так и за её пределами (а именно, беженцам). Условие было принято. 18 августа 2022 года Притула объявил в видео на YouTube и в посте в Notion, что собранные деньги были потрачены на заключение сделки с ICEYE, финским производителем спутников. Эта сделка даёт Министерству обороны Украины полный доступ ко всем системам и всем возможностям одного из спутников ICEYE, которые, по его словам, уже находятся на орбите над регионом. Притула сказал, что доступ к спутникам был куплен «более чем на год». Беспилотники Bayraktar прибыли на Украину 5 сентября и с тех пор были отправлены на передовую. Им дали названия Халепа (укр. Халепа), Ковинька (укр. Ковінька) и Трясца (укр. Трясця). Все эти три имени являются восклицаниями на украинском языке, используемыми для выражения гнева или недовольства. Подразумеваемое значение этих имён заключается в том, что вражеские солдаты «будут кричать от гнева», когда на них нападут дроны.

### Польша
28 июня 2022 года, вслед за Литвой и Украиной, в Польше стартовала кампания по сбору средств на покупку беспилотника Bayraktar, инициированная польским журналистом Славомиром Сераковским. Сбор средств был запланирован на 30 дней, рассчитывая собрать 4,5 миллиона злотых. По состоянию на 30 июня 2022 года в Польше был собран первый миллион злотых. 
Всего было собрано 22,5 миллиона злотых, что больше той суммы, чем планировалась. В этот раз турецкая компания также безвозмездно предоставила Украине один «Байрактар», а вместо этого выделенные средства были потрачены на гуманитарную помощь. В подтверждение, Славомир Сераковский опубликовал письмо совета директоров Baykar.